# Мокуна, Леон
Леон Мотомбо Мокуна (1 ноября 1928 — 28 января 2020) — бельгийско-конголезский футболист, выступал за «Спортинг Лиссабон», «Гент» и «Зюлте-Варегем» между 1954 и 1966 годами. Он был среди первых африканцев, которые играли на профессиональном уровне в Бельгии, и, возможно, был первым конголезским игроком в Европе.

## Ранние годы
Леон Мокуна родился в Бельгийском Конго в 1928 году и вырос в Леопольдвиле (ныне Киншаса), где на него оказал влияние миссионер Рафаэль де ла Кетюль де Рихове, известный как «Тата Рафаэль», который также популяризировал футбол. Играя в футбол в Леопольдвиле, Мокуна получил прозвище «дырка» за то, что дважды забивал голы с такой силой, что рвал сетку. Его продолжали так называть на протяжении всей игровой карьеры.

## Футбольная карьера
Представители «Спортинга» впервые заприметили Мокуну, когда в 1954 году посетили Леопольдвиль в ходе тура по Португальской Западной Африке. Он переехал в Португалию и начал играть за «Спортинг» с января 1955 года, он закончил сезон с 19 голами в 11 играх. Однако во втором сезоне он сыграл лишь два матча и при невыясненных обстоятельствах был уволен из команды. Он вернулся в Конго, в столичный клуб «Вита».
В 1957 году Мокуна уехал из Конго в Бельгию, где играл за «Гент», он дважды становился лучшим бомбардиром команды (1959 и 1960) и стал одним из лидеров клуба. В то время было широко распространено мнение, что Мокуна стал первым африканцем, сыгравшим за бельгийскую команду, и первым конголезским игроком в европейском клубе. Однако игрок смешанной расы Луи Казин играл за «Даринг Моленбек» в 1930-х годах, и считается, что именно он был первым.
В 1959 году Мокуна получил бельгийское гражданство и сыграл два матча за вторую сборную Бельгии. Он стал первым чернокожим игроком, представлявшим Бельгию, в то же время расовые предрассудки помешали ему сыграть за главную национальную команду. Он покинул «Гент» в 1961 году, позже он играл за «Зюлте Варегем» и «Кортрейк», где получил двойной перелом ноги, из-за чего закончил свою игровую карьеру.

## После завершение карьеры
После обретения Конго независимости и последующего принятия сборной Конго в ФИФА в 1963 году Мокуна стал первым тренером команды. Он руководил Конго на Кубке африканских наций 1965 года, ставшим дебютным турниром для сборной. Команда проиграла Гане и Кот-д’Ивуару и вылетела с турнира.
Также после окончания карьеры игрока Мокуна некоторое время занимался бизнесом. С 1968 по 1970 год он снова управлял конголезской сборной. Однако позже его имущество было конфисковано режимом Мобуту Сесе Секо, и в 1989 году он вернулся в Бельгию.
Он жил в Генте до своей смерти 28 января 2020 года в возрасте 91 года.